# American Girl
American Girl is een Amerikaanse film uit 2002 onder regie van Jordan Brady.

## Verhaal
Rena Grubb is 15 jaar oud en ziet het leven niet meer zitten: Ze is zwanger van een vriendje die zich voor haar schaamt. Haar zelfmoordpogingen helpen haar ook niet en ze vestigt haar hoop op haar vader, die in de gevangenis zit. Samen met haar moeder, broer en zus gaan ze naar een picknick in de gevangenis voor haar vader, niet wetend dat deze dag hun leven voor altijd zal veranderen.

## Rolverdeling
| Acteur              | Personage   |
| ------------------- | ----------- |
| Jena Malone         | Rena Grubb  |
| Alicia Witt         | Barbie      |
| Brad Renfro         | Jay Grubb   |
| Michelle Forbes     | Madge Grubb |
| Chris Mulkey        | John Grubb  |
| Erik von Detten     | Kenton      |
| Clifton Collins jr. | Buddy       |